# Borowo (powiat kartuski)
Borowo (dodatkowa nazwa w języku kaszub. Bòrowò, niem. Borrowo) – wieś kaszubska w Polsce położona w województwie pomorskim, w powiecie kartuskim, w gminie Kartuzy. 
Wieś przy drodze wojewódzkiej nr 211. Na południe od Borowa znajduje się rezerwat przyrody Jar rzeki Raduni. Znakomite walory rekreacyjne Borowa doprowadziły do przekształcenia miejscowości w wieś o charakterze rekreacyjno-letniskowym.
W latach 1975–1998 miejscowość położona była w województwie gdańskim.
Wieś stanowi sołectwo gminy Kartuzy.

## Nazwa miejscowości
Borowo było pierwotnie karczmą przy drodze z Żukowa do Kartuz. Karczma ta położona u boru została nazwana Borową Karczmą, w niemieckim wariancie w XVIII w. Schippelkrug od właściciela karczmy o nazwisku Schippel i rzeczownika Krug (karczma). Późniejsza niemiecka nazwa to Borrowokrug. W kolejnym okresie człon rzeczownikowy karczma/Krug, co jest dość częstym zjawiskiem, zanikł w obu wariantach językowych.
Forma przymiotnikowa nazwy miejscowości Borowa uległa z czasem ewolucji do formy Borowo. Archaiczna forma przymiotnikowa bywa jeszcze słyszalna w lokalnej kaszubszczyźnie (forma Bòrowa, do Bòrowi, w Bòrowi).
Podczas II wojny światowej hitlerowcy w ramach swej ahistorycznej polityki nazewniczej nadali wsi nazwę Bärenkrug (Niedźwiedzia Karczma), reaktywując niejako człon karczma (Krug). Dodali jednak całkowicie sztuczną, wymyśloną w oderwaniu od wszelkich źródeł, część przymiotnikową Bären, bazując zapewne na pewnym fonetycznym podobieństwie słów Borowo i Bären. 

## Historia
W wieku XIX Borowo stanowiło wieś, z folwarkami Babiskok, Krzywydół i Kurzamęka, w powiecie kartuskim, odległą o 1 milę od Kartuz.
Wieś na koniec 1892 r. liczyła 114 mieszkańców. Wszyscy byli Kaszubami katolikami.

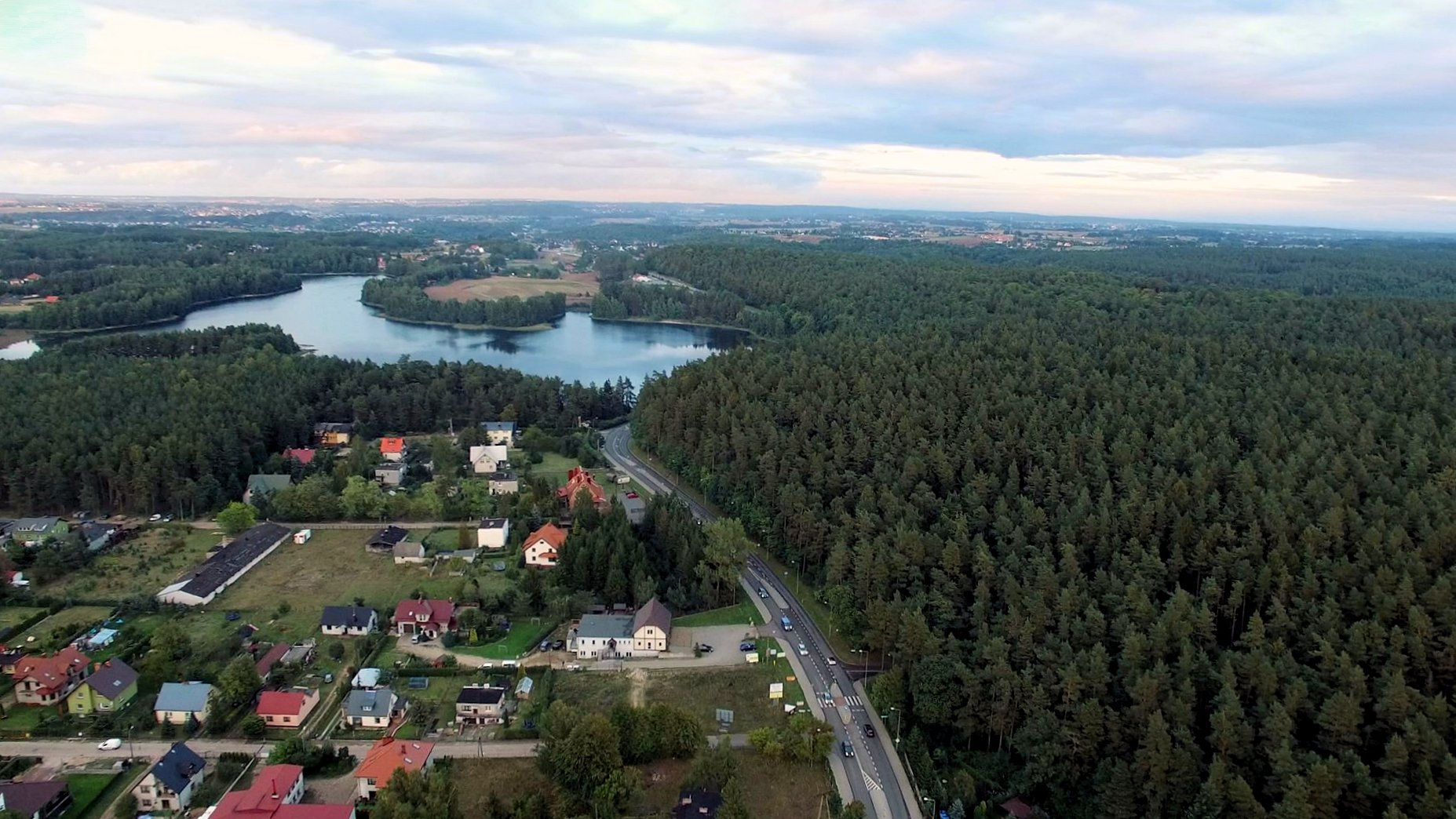
Widok na jezioro Karlikowskie i drogę wojewódzką 211 w kierunku Żukowa.